# Immortal Technique
Фелипе Андрес Коронел (енгл. Felipe Andres Coronel; Лима, 19. фебруар 1978), познатији под својим уметничким именом Immortal Technique, амерички је репер афро-перуанског порекла, такође је и урбани активиста. Рођен је у Лими, а одрастао у Харлему. Већина његових текстова односи се на глобалне политичке проблеме. У својим текстовима социјалистичким стилом коментарише хијерархију, сиромаштво, религију, владу и расизам.

## Биографија
Коронел је Афро-Перуанац рођен 1978. године у војној болници у Лими. Његова породица је 1980. године емигрирала у Харлем, како би избегла ратни конфликт у Перуу. Током својих тинејџерских година био је хапшен више пута због „себичног и детињастог“ понашања. Уписао се у средњу школу Хантер Колеџ на горњем источном делу Менхетна. После уписивања на државни универзитет Пенсилваније, био је ухапшен и осуђен због напада на друге ученике. Након што је пуштен на условну, по жељи свог оца, похађао је два семестра политичке науке на Барух колеџу у Њујорку. Отац му је дозволио да живи код њега под условом да иде у школу. Усавршио је своје реперске вештине у затвору и почео да продаје своју музику на улицама Њујорка, поред тога се такмичио са осталим емсијевима на улици. Победе многих емсијева на улици као и победе на многим андерграунд хип хоп такмичењима, донеле су му титулу свирепог емсија.

## Дискографија
| Објављен | Албум | Издавачка кућа |
| -------- | ----- | -------------- |
| 2001     |       |                |
| 2003     |       |                |
| 2008     |       |                |
| 2011     |       |                |